# 中华人民共和国国民经济和社会发展五年规划
中华人民共和国自1953年起仿效蘇聯五年計劃對国民经济和社会发展做長期規劃，每五年規劃一次，每次規劃五年期，简称五年计划，在2006年起改称为五年规划。

## 历次计划/规划
- 一五计划，1953年—1957年：基本任務是蘇聯協助設計的156項建設项目，建立工業化基礎。
- 二五计划：1958年—1962年：1958年至1962年的大躍進造成计划生变。
- 三五计划：1966年—1970年：本應於1963年開始，延遲到1966年。
- 四五计划：1971年—1975年
- 五五计划：1976年—1980年
- 六五计划：1981年—1985年
- 七五计划：1986年—1990年
- 八五计划：1991年—1995年
- 九五计划：1996年—2000年
- 十五计划：2001年—2005年
- 十一五规划：2006年—2010年：五年计划更名为“五年规划”[1]，英文译名（five-year plan）不變。
- 十二五规划：2011年—2015年
- 十三五规划：2016年—2020年
- 十四五规划：2021年—2025年